# بيع أو سي
بيع أو سي  هو مسلسل تلفزيوني واقعي أمريكي تم إنشاؤه لـ نيتفكس بواسطة ادم ديفلو. إنها السلسلة الثالثة في امتياز بيع غروب، وهي فرع مباشر للسلسلة الأصلية. تدور أحداث الفيلم حول مجموعة أوبنهايم، وهي شركة وساطة عقارية راقية في مقاطعة أورانج، منطقة كاليفورنيا (ولها مكاتب في ويست هوليود ونيوبورت بيتش)، وتتبع مجموعة من الوكلاء أثناء تنقلهم في حياتهم الشخصية والمهنية.